# Saint-Sulpice-de-Favières
Saint-Sulpice-de-Favières és un municipi francès, situat al departament de l'Essonne i a la regió de Illa de França. L'any 2007 tenia 323 habitants.
Forma part del cantó de Dourdan, del districte d'Étampes i de la Comunitat de comunes Entre Juine et Renarde.

## Demografia

### Població
El 2007 la població de fet de Saint-Sulpice-de-Favières era de 323 persones. Hi havia 124 famílies, de les quals 32 eren unipersonals (20 homes vivint sols i 12 dones vivint soles), 28 parelles sense fills, 48 parelles amb fills i 16 famílies monoparentals amb fills.
La població ha evolucionat segons el següent gràfic:
Habitants censats

### Habitatges
El 2007 hi havia 148 habitatges, 120 eren l'habitatge principal de la família, 26 eren segones residències i 2 estaven desocupats. 143 eren cases i 5 eren apartaments. Dels 120 habitatges principals, 101 estaven ocupats pels seus propietaris, 13 estaven llogats i ocupats pels llogaters i 6 estaven cedits a títol gratuït; 7 tenien dues cambres, 13 en tenien tres, 23 en tenien quatre i 77 en tenien cinc o més. 91 habitatges disposaven pel capbaix d'una plaça de pàrquing. A 46 habitatges hi havia un automòbil i a 66 n'hi havia dos o més.

### Piràmide de població
La piràmide de població per edats i sexe el 2009 era:
| Homes | Edats   | Dones |
| ----- | ------- | ----- |
| 0     | 95 o +  | 0     |
| 0     | 90 a 94 | 4     |
| 4     | 85 a 89 | 8     |
| 4     | 80 a 84 | 8     |
| 0     | 75 a 79 | 16    |
| 4     | 70 a 74 | 8     |
| 0     | 65 a 69 | 0     |
| 8     | 60 a 64 | 4     |
| 8     | 55 a 59 | 12    |
| 16    | 50 a 54 | 24    |
| 12    | 45 a 49 | 4     |
| 8     | 40 a 44 | 4     |
| 8     | 35 a 39 | 24    |
| 8     | 30 a 34 | 4     |
| 8     | 25 a 29 | 20    |
| 12    | 20 a 24 | 12    |
| 16    | 15 a 19 | 0     |
| 4     | 10 a 14 | 8     |
| 12    | 5 a 9   | 4     |
| 16    | 0 a 4   | 12    |

## Economia
El 2007 la població en edat de treballar era de 211 persones, 149 eren actives i 62 eren inactives. De les 149 persones actives 135 estaven ocupades (70 homes i 65 dones) i 14 estaven aturades (9 homes i 5 dones). De les 62 persones inactives 20 estaven jubilades, 22 estaven estudiant i 20 estaven classificades com a «altres inactius».

### Ingressos
El 2009 a Saint-Sulpice-de-Favières hi havia 115 unitats fiscals que integraven 301 persones, la mediana anual d'ingressos fiscals per persona era de 25.473 €.

### Activitats econòmiques
Dels 19 establiments que hi havia el 2007, 5 eren d'empreses de construcció, 3 d'empreses de comerç i reparació d'automòbils, 3 d'empreses de transport, 2 d'empreses d'informació i comunicació, 4 d'empreses de serveis i 2 d'empreses classificades com a «altres activitats de serveis».
Dels 3 establiments de servei als particulars que hi havia el 2009, 1 era un paleta i 2 lampisteries.

## Equipaments sanitaris i escolars
El 2009 hi havia una escola maternal integrada dins d'un grup escolar amb les comunes properes formant una escola dispersa.

## Poblacions més properes
El següent diagrama mostra les poblacions més properes.